# Nina Conti
Pour les articles homonymes, voir Conti.
Nina Margarita Conti est une actrice, humoriste, ventriloque et réalisatrice britannique, née le 25 août 1973 [réf. nécessaire] à Londres,.
Née dans le quartier d'Hampstead à Londres, elle est l'enfant des acteurs Tom Conti et Kara Wilson. Elle étudie la philosophie à l'université d'East Anglia.
Nina Conti est principalement connue pour ses sketchs de ventriloque, sa marionette de prédilection est un singe, personnage à la personnalité cynique. Elle fait également souvent intervenir des masques sur des volontaires du public, elle contrôle l'ouverture de la bouche du masque et crée un doublage pour le volontaire qui se voit doté un personnage improvisé. Elle se produit régulièrement sur scène, notamment au Comedy Store de Londres. Elle remporte le BBC New Comedy Awards en 2002.
En tant qu'actrice, elle apparaît dans plusieurs séries télévisées comme Black Books et Holby City. Conti, ventriloque avec son personnage du singe, joue le rôle d'une présentatrice météo dans le film For Your Consideration de Christopher Guest sorti en 2006. Elle obtient le prix de la meilleure performance aux Maverick Movie Awards pour son film documentaire Her Master's Voice sorti en 2012. En 2023 elle réalise son premier long métrage, Sunlight, qui sort en 2024.

## Filmographie
- 2025 : Spinal Tap 2: The End Continues de Rob Reiner